# Arche interstellaire
Une arche interstellaire est un concept de vaisseau spatial conçu pour les voyages interstellaires. Les arches interstellaires seraient la méthode la plus économiquement réalisable pour parcourir de telles distances. L'arche interstellaire est également proposée comme habitat potentiel pour préserver la civilisation et les connaissances en cas de catastrophe mondiale.
Un tel navire doit être grand et nécessite une grande énergie. Le concept du projet Orion de propulsion nucléaire pulsée a été proposé pour résoudre ce point dans les années 1950 et 1960. D'autres études liées sont le vaisseau Enzmann (en) en 1964 et le projet Daedalus de 1973-1978.
L'arche interstellaire est logiquement un thème repris dans la science-fiction à l'exemple des films Anti-Life (2020) ou Voyagers (2021).